# Lista celor mai mari baraje din lume

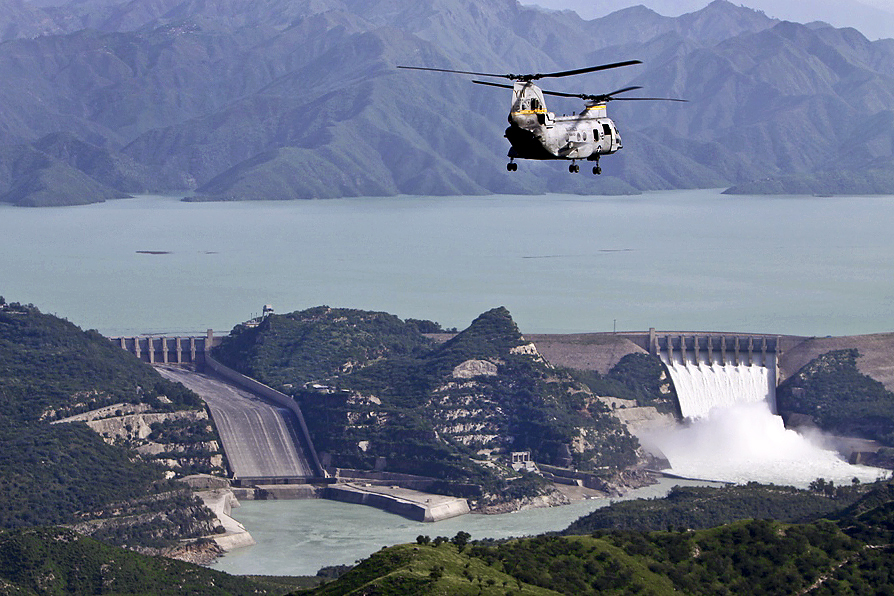
Barajul Tarbela din Pakistan, cel mai mare baraj (ca volum) din lume

Lista celor mai mari baraje din lume clasifică structurile destinate gestionării apelor de suprafață (baraje și diguri) în funcție de volumul structural al construcției hidrotehnice.
Lista cuprinde două secțiuni, prima include barajele hidrocentralelor și digurile care deservesc sistemele de protecție împotriva inundațiilor, iar cea de-a doua include digurile bazinelor de steril din sectorul extractiv (minier sau petrolier). Au fost luate în considerare structurile finalizate, aflate în operare. Ordinea este descrescătoare, în funcție de volumul structurii.

## Lista celor mai mari baraje și diguri
| Loc         | Imagine | Nume | Țară              | An   | Baraj / dig | Baraj / dig | Volumul lacului de acumulare | Capacitate instalată | Tip       |
| Loc         | Imagine | Nume | Țară              | An   | Volum       | Înălțime    | Volumul lacului de acumulare | Capacitate instalată | Tip       |
| Loc         | Imagine | Nume | Țară              | An   | mil. m3     | m           | mld. m3                      | MW                   | Tip       |
|             |         | |                   |      |             |             |                              |                      |           |
| ----------- | ------- | --- | ----------------- | ---- | ----------- | ----------- | ---------------------------- | -------------------- | --------- |
| 1           |         | Barajul Tarbela (în urdu تربیلا بند, transliterat: Tarbela band)                                                         | Pakistan          | 1976 | 153         | 143         | 13,7                         | 4.888                | TP/TR     |
| 2           |         | Barajul Fort Peck (în engleză Fort Peck Dam)                                                                             | Statele Unite     | 1940 | 96          | 76,4        | 23                           | 185                  | TP        |
| 3           |         | Barajul Atatürk (în turcă Atatürk Barajı)                                                                                | Turcia            | 1990 | 84,5        | 166         | 48,7                         | 2.400                | TP/TR     |
| 4           |         | Digul Houtrib (în neerlandeză Houtribdijk)                                                                               | Țările de Jos     | 1968 | 78          | 13          | 2                            | dig                  | TP/TR     |
| 5           |         | Barajul Oahe (în engleză Oahe Dam)                                                                                       | Statele Unite     | 1963 | 70,3        | 75          | 29                           | 786                  | TP/TR     |
| 6           |         | Barajul Mangla (în urdu منگلا بند, transliterat: Mangla band)                                                            | India/ · Pakistan | 1967 | 65,4        | 147         | 7,25                         | 1.000                | TP, TP/TR |
| 7           |         | Barajul Gardiner (în engleză Gardiner Dam)                                                                               | Canada            | 1967 | 65,4        | 64          | 9,4                          | 186                  | TP        |
| 8           |         | Barajul Oroville (în engleză Oroville Dam)                                                                               | Statele Unite     | 1968 | 59,6        | 230         | 4,36                         | 819                  | TP/TR     |
| 9           |         | Barajul San Luis (B.F. Sisk Dam) [în engleză San Luis Dam (B.F. Sisk Dam)]                                               | Statele Unite     | 1967 | 59,6        | 93          | 2,52                         | 424                  | TP        |
| 10          |         | Barajul Nurek (în tadjikă Нерӯгоҳи барқи обии Норак, transliterat: Nerūgohi ʙarqi oʙii Norak)                            | Tadjikistan       | 1980 | 54          | 300         | 10,5                         | 3.200                | TP        |
| 11          |         | Barajul Jiguliovskaia (în rusă Жигулёвская Плотина, transliterat: Jiguliovskaia Plotina)                                 | Rusia             | 1955 | 54          | 52          | 57,3                         | 2.315                | TP        |
| 12          |         | Barajul Garrison (în engleză Garrison Dam)                                                                               | Statele Unite     | 1954 | 50,8        | 64          | 29                           | 583,3                | TP        |
| 13          |         | Barajul Cochiti (în engleză Cochiti Dam)                                                                                 | Statele Unite     | 1975 | 50,2        | 76,5        | 0,73                         | dig                  | TP        |
| 14          |         | Barajul Aswan (în arabă السد العالي, transliterat: Alsadu aleali)                                                        | Egipt             | 1970 | 44,3        | 111         | 169                          | 2.100                | TP/TR     |
| 15          |         | Barajul W.A.C. Bennett (în engleză W.A.C. Bennett Dam)                                                                   | Canada            | 1968 | 43,7        | 186         | 7,4                          | 2.876                | TP        |
| 16          |         | Barajul San Roque (în engleză San Roque Dam)                                                                             | Filipine          | 2003 | 40          | 200         | 0,835                        | 345                  | TP, TR    |
| 17          |         | Barajul Fort Randall (în engleză Fort Randall Dam)                                                                       | Statele Unite     | 1953 | 38,2        | 50,3        | 6,7                          | 320                  | TP/TR     |
| 18          |         | Digul Afsluit (în neerlandeză Afsluitdijk)                                                                               | Țările de Jos     | 1932 | 36,5        | 13          | 5,5                          | dig                  | TP/TR     |
| 19          |         | Barajul Kölnbrein (în germană Speicher Kölnbrein)                                                                        | Austria           | 1979 | 35,2        | 200         | 0,2                          | 1.028,5              | TP        |
| 20          |         | Barajul Guri (în spaniolă Represa del Guri)                                                                              | Venezuela         | 1978 | 29,8        | 162         | 135                          | 10.235               | G/TR      |
| 21          |         | Barajul celor Trei Defileuri (în chineză: 长江三峡水利枢纽工程, transliterat: Chángjiāng sānxiá shuǐlì shūniǔ gōngchéng) | China             | 2008 | 27,4        | 181         | 39,3                         | 22.500               | G         |
| 22          |         | Barajul Indira Sagar (în tamilă இந்திர சாகர் அணை, transliterat: Intira cākar aṇai)                                            | India             | 2005 | 12,2        | 92          | 9,75                         | 1.000                | G         |
| 1. 2. 3. 4. |         | |                   |      |             |             |                              |                      |           |

## Lista celor mai mari diguri ale bazinelor de steril
| Loc   | Imagine | Nume | Țară          | An   | Dig     | Dig      | Volumul bazinului de steril | Tip |
| Loc   | Imagine | Nume | Țară          | An   | Volum   | Înălțime | Volumul bazinului de steril | Tip |
| Loc   | Imagine | Nume | Țară          | An   | mil. m3 | m        | mld. m3                     | Tip |
|       |         | |               |      |         |          |                             |     |
| ----- | ------- | --- | ------------- | ---- | ------- | -------- | --------------------------- | --- |
| 1     |         | Digul de steril Syncrude (Bazinul de sedimentare Mildred) [în engleză Syncrude Tailings Dam (Mildred Lake Settling Basin)] | Canada        | 1995 | 540/720 | 88       | 0,35                        | TP  |
| 2     |         | Digul de steril Syncrude (South West Sand) [în engleză Syncrude Tailings Dam (South West Sand Storage)]                    | Canada        | 2010 | 119     | 40−50    | 0,25                        | TP  |
| 3     |         | Digul de steril al minei Mission ASARCO (în engleză ASARCO Mission Mine Tailings Dam)                                      | Statele Unite | 1972 | 40,1    | 30       | 0,04                        | TR  |
| 1. 2. |         | |               |      |         |          |                             |     |